# ثقافة كرة القدم

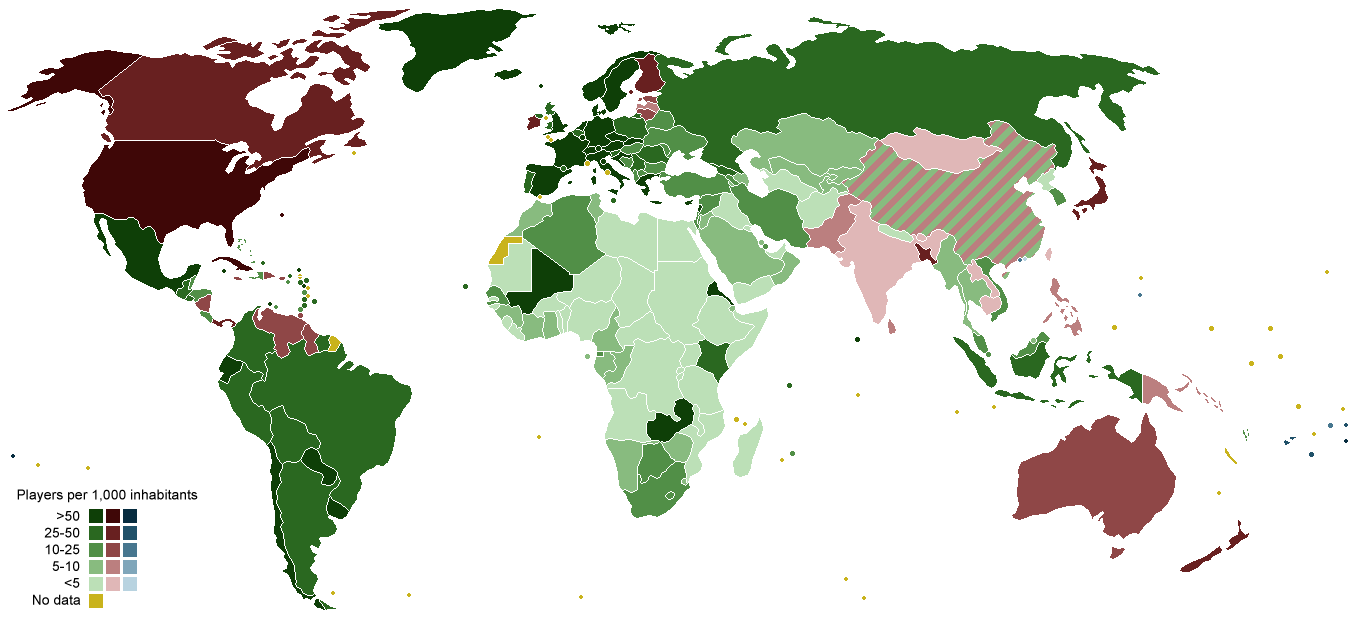

تشير ثقافة كرة القدم إلى الجوانب الثقافية المحيطة بلعبة كرة القدم. وبما أن الرياضة عالمية، فإن ثقافة اللعبة متنوّعة، بدرجات متفاوتة من التداخل والتميّز في كل بلد. في العديد من البلدان، رسّخت كرة القدم نفسها في الثقافة الوطنية، وقد تدور أجزاء من الحياة حولها. يوجد في العديد من البلدان صحف يومية تُعنى بكرة القدم، بالإضافة إلى مجلات كرة القدم. أصبح لاعبو كرة القدم، وخاصة في المستويات العليا للعبة، قدوةً.
تتمتّع كرة القدم بتاريخ امتد لأكثر من 150 عامًا –مع القواعد المكتوبة لأول مرة في إنجلترا عام 1863– ومنذ ذلك الحين ظهرت ثقافة واسعة ومتنوعة. يمكن تقسيم ثقافة كرة القدم بسهولة بحسب الطريقة التي ينظر اللاعبون والمشجعون والأندية فيها للرياضة. تُنظّم مسابقة كأس العالم التي تجري بإشراف الاتحاد الدولي لكرة القدم (FIFA) كل أربع سنوات، وهو «مهرجان كرة القدم يستمرّ لمدّة شهر»، وأضافت صحيفة «الإندبندنت» في هذا الصدد: «تمنحها شعبيتها الواسعة في جميع أنحاء العالم جمهورًا عالميًا فريدًا».

## جمهورها

### اللعب النظيف
«اللعب النظيف» (Fair Play) هو اسم برنامج ترعاه الفيفا يهدف إلى تعزيز الروح الرياضية بالإضافة إلى منع التمييز في لعبة كرة القدم. وهذا يشمل أيضًا تفعيل برامج تهدف إلى الحدّ من العنصرية في اللعبة. يوسّع البرنامج نطاقه إلى خارج كرة القدم، في محاولةٍ لدعم الجمعيات الخيرية والمنظمّات الأخرى التي تحسّن الظروف في جميع أنحاء العالم.
يمكن تلخيص مبادئ برنامج اللعب النظيف بالتالي:
1. اللعب النظيف (دون تعمّد السقوط)
2. العب للفوز ولكن تقبّل الهزيمة بكرامة
3. مراعاة قوانين اللعبة
4. احترام الخصوم وزملاء الفريق والحكام والمسؤولين والمتفرجين
5. تعزيز مصالح كرة القدم
6. تكريم أولئك الذين يدافعون عن السمعة الطيّبة لكرة القدم
7. رفض الفساد والمخدرات والعنصرية والتحيّز الجنسي والعنف والمقامرة وغيرها من الأخطار التي تهدّد رياضتنا
8. مساعدة الآخرين على مقاومة الضغوط الفاسدة
9. شجب من يحاول تشويه سمعة الرياضة
10. استخدم كرة القدم لجعل العالم مكانًا أفضل

بحوزة كل من الاتحاد الدولي لكرة القدم (FIFA) والاتحاد الأوروبي لكرة القدم (UEFA) على جوائز يقدّمونها لأفراد أو مجموعات من الأشخاص الذين يروّجون لما يرونه روح «اللعب النظيف»، داخل وخارج كرة القدم. ومن الأمثلة على ذلك، اللاعب الإيطالي باولو دي كانيو الذي، رغم أنّه لم يُمنح أيّ جائزة، أشادت به العديد من قطاعات عالم كرة القدم بعد تقديمه عرضًا سمحًا «للعب النظيف». على الرغم من حصوله على فرصة لتسجيل الأهداف أثناء اللعب مع وست هام يونايتد ضد إيفرتون، عندما رأى دي كانيو حارس مرمى إيفرتون تعرض لإصابة، بدلًا من تسجيل ما كان يمكن أن يكون أسهل هدفٍ في مسيرته، أمسك بالكرة بيديه مما تسبّب في احتساب الحكم لخطأ بسبب لمسة اليد تلك. أوقف الحكم اللعب وسمح لحارس المرمى بتلقي العلاج للجروح والكدمات التي كانت ظاهرة على وجهه. ابتسم الحكم ولم يرفع البطاقة الحمراء، التي كان يجب أن يرفعها وفقًا لقوانين اللعبة. عندما لاحظ الحكم أنه كان يجري تصويره على مقربة ليظهر على شاشة لوحة النتائج، أشار إلى ابتسامته وبدأ في النفخ بصوت عالٍ في صفارته.

### الأغذية والمشروبات
في المملكة المتحدة، يرتبط حضور مباريات كرة القدم باستهلاك الأطعمة التقليدية لكرة القدم مثل فطائر اللحم والبوفريل. يمكن لمبيعات المواد الغذائية والمشروبات في الملاعب أن ترفع الإيرادات المرتفعة للأندية، وتجري بعض الأندية محاولات لتحسين خدماتها وتنويعها بعيدًا عن الأطعمة التقليدية. في البرازيل، تعدّ ساندويش دي كالابريسا (بيبروني ساندويش) وجبةً شهيرة في المناطق المحيطة بالملاعب. في استاد مينيراو، يعد طبق فييخاو توبيرو، وهو طبق نموذجي من ميناس جيرايس، شائعًا جدًا. في ألمانيا، يتناول العديد من مشجعي كرة القدم براتوورست ويشربون البيرة. في الأرجنتين، يجري تقديم شوريبان (شطيرة مع تشوريزو المشوي مع الخبز المقرمش) والهامبرغر المشوي في الملاعب. في الماضي، ويجري تقديم مجموعة متنوّعة من البيتزا التي لا تحتوي على الجبن، والتي تُعرف الآن باسم بيتزا دي كانشا («بيتزا الملعب»). في إسبانيا والسعودية من الشائع جدًا تناول بذور عباد الشمس خلال المباراة. على الرغم من عدم توفّره في جميع أنحاء البوسنة والهرسك، ولكن في سراييفو تحديدًا، تشهد الملاعب عادةً بيع تشيفابي على نحوٍ واسع حول الملاعب قبل وبعد المباريات، وغالبًا ما يُشاهد الناس وهم يبيعون بذر القرع والعصائر أمام مدخل الملعب وعلى المدرجات خلال المباراة.
في كثير من البلدان التي لديها ثقافة الشرب، ارتبطت كرة القدم باستهلاك الكحول. يمكن أن يحدث هذا قبل المباراة وأثناءها وبعدها، ويجري شرب الكحول داخل الاستاد، وأحيانًا بطريقةٍ غير مشروعة، وكذلك في الحانات والبارات خارج الملعب. ومع ذلك، أدّى السلوك غير المرغوب فيه الناجم عن الشرب إلى حظر بيع الكحول إلى عوام المشجّعين في الملاعب في جميع أنحاء المملكة المتحدة، على الرغم من أن كلا الجانبين الإنجليزي والويلزي يواصلون بيع الكحول داخل الأجزاء العامّة للاستاد، حيث تخضع النوادي في اسكتلندا فقط لحظرٍ شامل بعد اندلاع أعمال الشغب عقب نهائي كأس اسكتلندا عام 1980. لا يزال الكحول يُباع في غرف جلوس رجال الأعمال. تتمتّع بعض الفرق والدول برابطات مشجعين لها سمعةٌ طيّبة في الشرب. ومع ذلك، فإن بعض البلدان أكثر ارتباطًا باندلاع حالات شغب جرّاء السُكر كما هو مذكور في فقرة العنف أدناه. في الآونة الأخيرة ألقت الأبحاث الشكوك حول فعالية قيود الكحول في الحدّ من احتمالية وقوع الاضطراب وأعمال العنف، لا سيما عندما يتعلق الأمر بمشجعي كرة القدم الإنجليز، انظر كارثة ملعب هيسل.

### قوائم المباراة
تُباع قوائم المباراة داخل الملاعب وخارجها قبل وأحيانًا أثناء المباريات. في أبسط أشكالها، تقدّم هذه القوائم معلوماتٍ أساسية عن الفرق واللاعبين وحُكّام المباراة. عادةً ما تقدّم الأندية الأكبر قوائم متعددة الصفحات تتمتّع بميّزاتٍ مثل: تعليقات أدلاها المدير الفني وقائد الفريق، وتصريحات اللاعبين في المقابلات، واللاعبين السابقين والطاقم الفنّي، ومعلوماتٍ حول ترتيبات قطع التذاكر للمباريات القادمة، وقائمة مفصّلة ومراجعة لموسم الفريق لحدّ اللحظة، والبطولات، وصفحات معنية بالجماهير، وصفحة مفصلة عن المعارضة. بإمكان قوائم بعض المباريات أن تدر المال، ويمكنها جني المال في المزادات.